# Бискупицки
Бискупицки (словац. Biskupický kanál) — отводной канал на реке Ваг длиной 38,85 км. Назван по городскому району словацкого города Тренчин — Бискупице, бывшему отдельному поселению Тренчианске-Бискупице. Был построен в 1942—1956 гг., начинается в городе Тренчин и заканчивается в городе Пьештяны, где снова соединяется со старым руслом реки Ваг недалеко от водохранилища Сльнява.
На Бискупицком канале были построены три гидроэлектростанции: Костолна, Нове-Место-над-Вагом и Горна-Стреда.